# Савира Олександр Феодосійович
Олександр Феодосійович Савира (Псевдо: «201», «320», «333», «888», «1920», «2548», «3443», «5226», «8776», «Адам», «Аркадій», «А.Зарічний», «Арсен», «Білас», «Блакит», «Гордій», «Зарічний», «Івась», «Лаврів», «Лаврін», «Назар», «Олег», «Осика», «Ярий», «Ярош»; 1912, с. Озденіж, Рожищенський район, Волинська область — 1953, с. Підгайці, нині Луцький район Волинська область) — керівник Луцького окружного проводу ОУН.

## Життєпис
З родини селян, закінчив 9 класів школи. 
Станом на 1942 рік уже перебував у підпіллі ОУН(б). У 1944-му перебував на Грубешівщині і підлягав Василю Галасі. Того ж року перейшов кордон і очолив Володимир-Волинський надрайонний провід. 
У 1949-му призначений референтом СБ Луцької округи, згодом референт СБ Луцького надрайону. Станом на 1950–1951 рр. – провідник Луцької округи. 
13 травня 1953 року був отруєний препаратом «Нептун-47» під час вечері у селян, які співпрацювали з НКВС, але зумів вийти з оточення. Загинув наступного дня — 14 травня 1953 року біля села Підгайці, нині Луцького району Волинської області.